# Armagnacs
Armagnacs (fr. Armagnacs, Armanjaci), plaćenici koje je Bernard VII., grof od Armanjaka (Bernard VII, comte d' Armagnac), vrbovao na jugu Francuske za račun lige formirane 15. travnja 1410. protiv Jeana Neustrašivog, vojvode od Burgundije (Jean sans Peur ). Armagnaci su vodili rat nečuvenom okrutnošću. Poslije Mira u Arrasu kojim je okončan rat između Francuske i Burgundije (1435.), nezaposleni Armagnaci živjele su na račun stanovništva koje su nemilosrdno pljačkali. Narod ih zato prozvao derikože (écorcheurs) ili skitnice (routiers). Da bi ih zaposlio, kralj Karlo VII. ih šalje u pomoć njemačkom caru Friedrichu III. za rat protiv Švicaraca, koje pobjeđuju 26. kolovoza 1444. kod St. Jakob an der Birsa. Po povratku u Francusku nestaju u novoosnovanim regularnim Compagnie d'ordonnance. 